# 永安宮 (白帝城)
翠华想像空山里，玉殿虚无野寺中。

古庙杉松巢水鹤，岁时伏腊走村翁。

永安宮是蜀漢昭烈帝劉備的行宮，章武二年（公元222年）刘备大軍順長江東進，意圖奪回荊州並為關羽報仇，但被東吳大將陸遜火攻，遂於夷陵大敗，由步道回到魚復。隨後將魚復縣改稱永安。章武三年（公元223年），劉備在此託孤於諸葛亮，並在同年夏天病逝。唐代詩人杜甫曾在此地作《咏怀古迹五首·其四》，以弔唁蜀漢先主劉備。
永安宮最初位於奉節古城中，由於三峽大壩的影響而沉入長江底，因此被搬遷至新地點。新的建築被移至重慶市奉節縣的奉節師範学校中，現存一間房舍和兩尊石碑。隨著永安宮一同沈入江底的還有魚復的八陣圖。